# 고려대학교 사범대학 부속고등학교
고려대학교 사범대학 부속고등학교(高麗大學校 師範大學 附屬高等學校)는 대한민국 서울특별시 성북구 정릉동에 위치한 사립 고등학교이다.

## 학교 연혁
- 1967년 12월 26일 : 학교법인 우석학원 인가, 우석 중․상업고등학교(각 18학급 인가) 설립, 김두수 이사장 취임
- 1967년 12월 29일 : 초대 이승수 교장 취임
- 1968년 3월 11일 : 개교식 및 입학식
- 1971년 1월 15일 : 제1회 졸업식(328명)
- 1971년 12월 6일 : 고려중앙학원에 병합, 고려상업고등학교로 교명 변경
- 1971년 12월 26일 : 이활 이사장 취임
- 1973년 11월 9일 : 고려고등학교로 개편 인가
- 1996년 3월 1일 : 고려대학교 사범대학 부속고등학교로 교명 변경
- 2011년 10월 13일 : 고대부고 체육관 준공
- 2012년 5월 24일 : 김재호 이사장 취임
- 2017년 9월 1일 : 제14대 허도영 교장 취임
- 2022년 2월 11일 : 제52회 졸업식(251명) 총 23,018명 졸업
- 2022년 3월 2일 : 2022학년도 입학(223명)

## 참고 자료
- 고려대학교 사범대학 부속고등학교 - 한국교육학술정보원 학교알리미